# Nova Sintra
Vila Nova Sintra é a sede do concelho da Brava, e o maior centro urbano da ilha, em Cabo Verde. Tem uma população de 1.873 habitantes[carece de fontes?]. O seu nome deve-se ao facto do clima que possui ser parecido com o da vila de Sintra, em Portugal[carece de fontes?].
Aqui nasceu o poeta Eugénio Tavares.

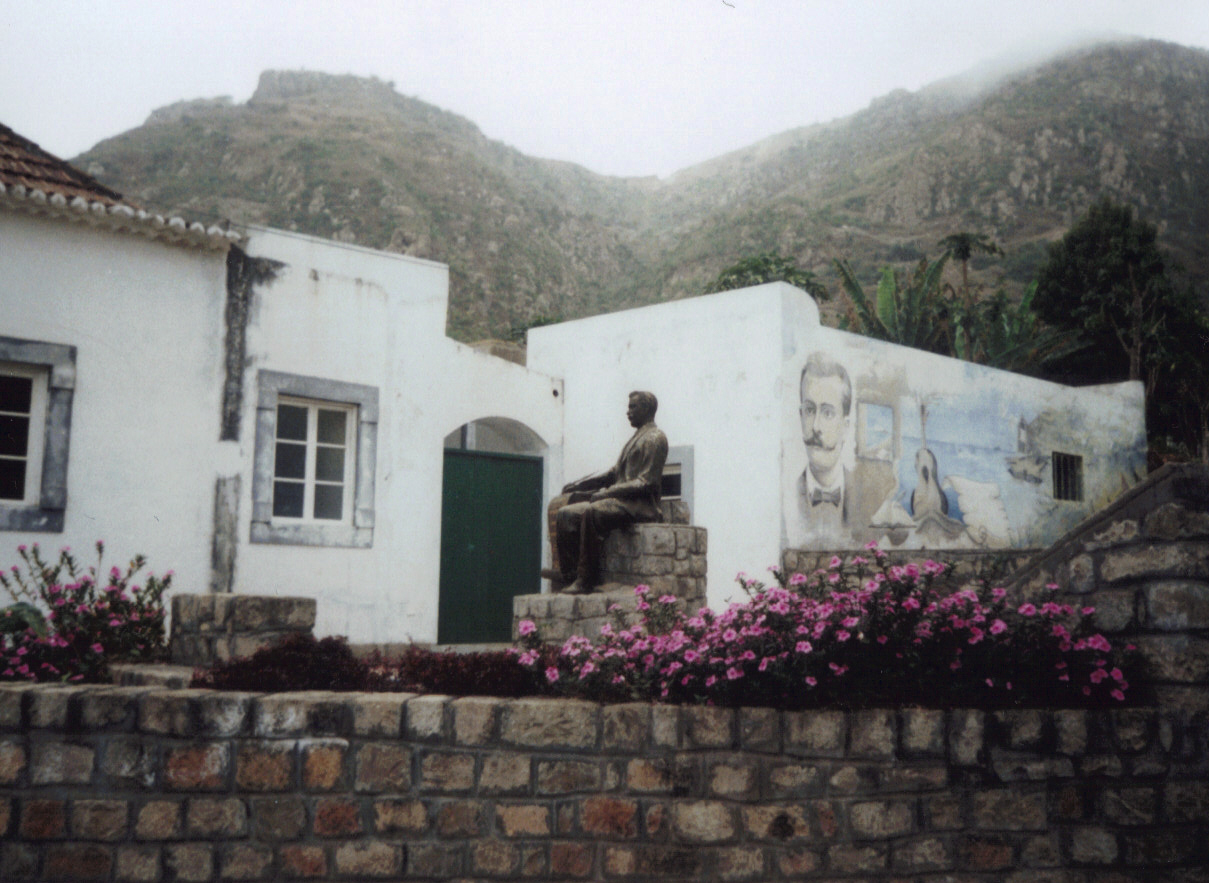
Monumento de Eugénio Tavares.

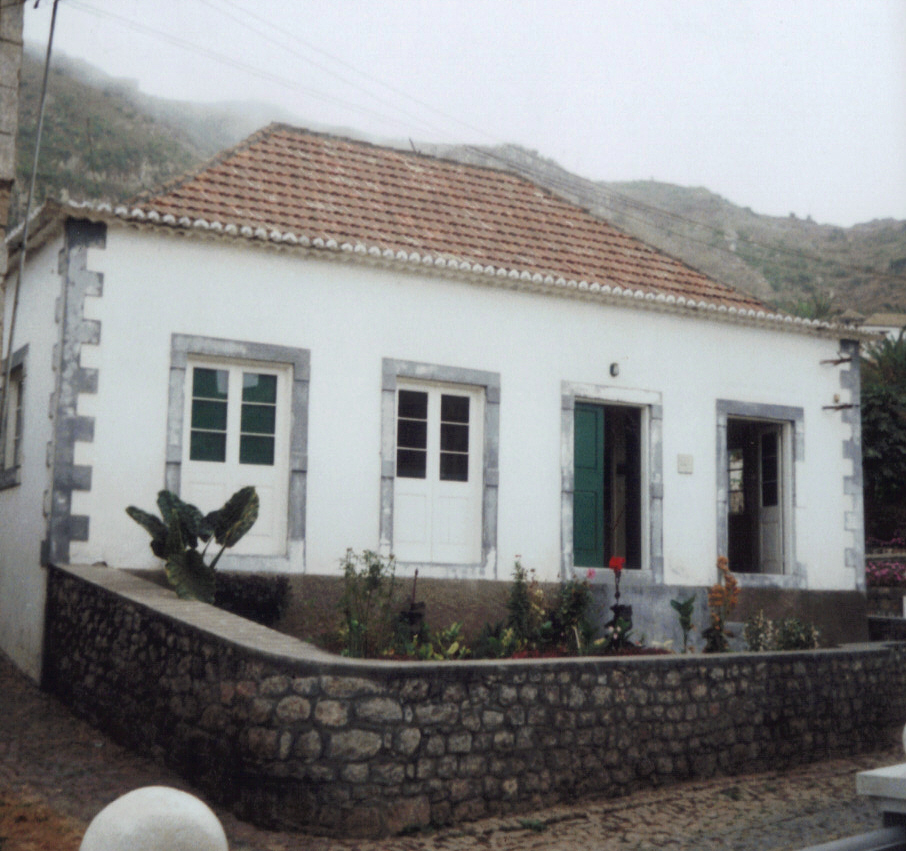
Museu.

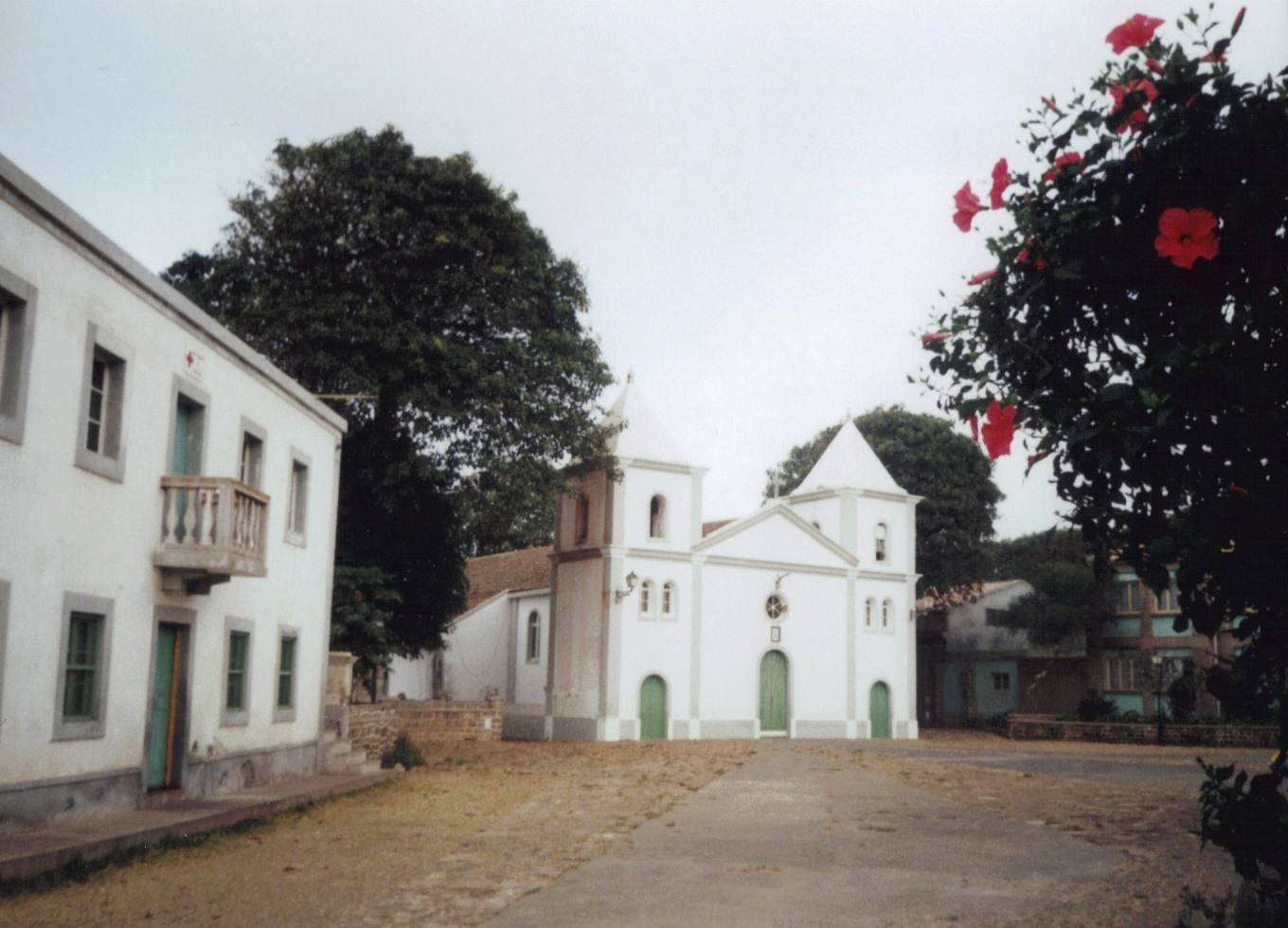
Igreja católica.

## Vilas próximas
- Cova Rodela - oeste
- Fajã de Agua - oeste
- Furna - nordeste
- Campo Baixo - este
- Cova Joana - sul

## Demografia
- 1991 (Censo de 23 de junho): 1.890
- 2000 (Censo de 16 de junho): 1.930
- 2004 (1 de janeiro): 1.873